# Odo blumenauensis
Espèce
Odo blumenauensis est une espèce d'araignées aranéomorphes de la famille des Xenoctenidae.

## Distribution
Cette espèce est endémique du Brésil.

## Étymologie
Son nom d'espèce, composé de blumenau et du suffixe latin -ensis, « qui vit dans, qui habite », lui a été donné en référence au lieu de sa découverte, Blumenau.

## Publication originale
- Mello-Leitão, 1927 : Arachnideos de Santa Catharina (Brasil). Revista do Museu Paulista, vol. 15, p. 393-418.